# Kabupaten Labuhan Batu Utara
Kabupaten Labuhan Batu Utara (engelska: North Labuhan Batu Regency) är ett kabupaten i Indonesien.   Det ligger i provinsen Sumatera Utara, i den västra delen av landet, 1 200 km nordväst om huvudstaden Jakarta. Antalet invånare är 354 079.